# 波士尼亞人
波士尼亞人，是指居住在波士尼亞與赫塞哥維納的人，亦為波士尼亞與赫塞哥維納的國民，主要民族是波什尼亚克族、克羅埃西亞族、塞爾維亞族。